# 博士（薬学）

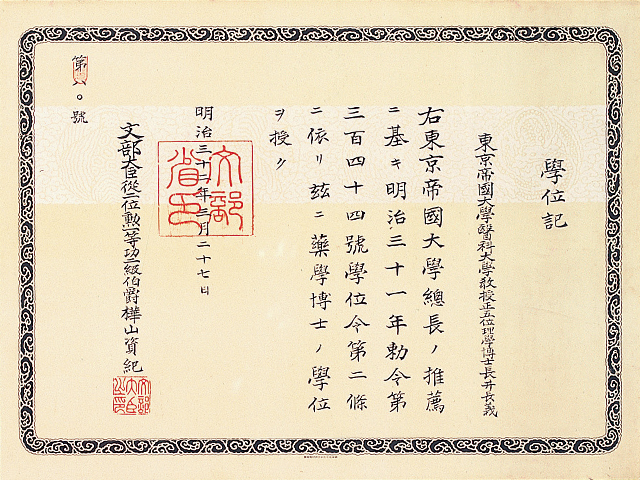
日本初の薬学博士である長井長義の学位記

博士（薬学）（はくし〈やくがく〉）は、博士の学位である。薬学に関する専攻分野を修めることによって、日本で授与される学位である。1991年（平成3年）6月30日以前の薬学博士（やくがくはくし）の学位に相当する。
博士（薬学）の学位は、医薬化学、天然物化学、生薬学、薬理学、病理学、薬物動態学、生理学、生化学など薬学に関する専攻分野を修めることによって、日本で授与される学位である。学士（薬学）の学位や、かつての修士（薬学）の学位の上位に当たる。

## 沿革
1991年（平成3年）6月30日以前の日本では、薬学博士の学位が授与されていた。薬学博士の学位は、現在の博士（薬学）の学位とほぼ同じものである。
1887年（明治20年）制定の学位令において、文部大臣より授与される博士の学位として法学博士、医学博士、工学博士、文学博士、理学博士の5つが定められた。薬学のみに限定した博士の学位は存在せず、薬学に関しては理学博士の学位が授与されることになった。ところが、これに反発した薬学者らは、理学博士の学位の授与を打診されても受領を拒否するようになった。
1898年（明治31年）の学位令改正により、文部大臣より授与される学位の一つとして薬学博士が追加された。1899年（明治32年）3月27日、長井長義に対して薬学博士の学位が初めて授与された。当時の学位記については徳島大学により保存されている。

## 他国の学位
英語においては、各国による学位制度に違いがあるものの、Doctor of Philosophy（Ph.D.）の一部とDoctor of Pharmacyが、薬学博士に相当する。アメリカ合衆国のDoctor of Pharmacy（Pharm.D.）は薬剤師としての臨床実務の前提となる専門職学位であるが、学位をとることによって薬剤師免許の試験（NAPLEXとMPJE）を受ける資格が与えられる。